# Адаменко, Игорь Николаевич
Игорь Николаевич Ада́менко (1 октября 1938, Полтава, Украинская ССР, СССР — 22 марта 2023) — советский и украинский физик-теоретик, специалист по квантовым жидкостям. Доктор физико-математических наук (1986), лауреат Государственной премии Украины в области науки и техники (1996), заслуженный профессор Харьковского национального университета (2002). Основные работы относятся к распространению фононов и ротонов в сверхтекучем жидком гелии. На протяжении более 50 лет преподавал на физико-техническом факультете Харьковского национального университета.

## Биография
Родился 1 октября 1938 года Полтаве. В 1956 году он с серебряной медалью окончил школу № 131 города Харькова и поступил на физико-математический факультет Харьковского государственного университета. В 1961 году он с отличием окончил университет. В 1962—1964 годах Адаменко учился в аспирантуре, а в 1964 году начал преподавать на кафедре теоретической ядерной физики физико-технического факультета Харьковского университета, на должности ассистента.
В 1968 году Адаменко защитил кандидатскую диссертацию о волновых процессах в сверхтекучем гелии при частичном торможении нормальной компоненты. Его научным руководителем был М. И. Каганов, специалист в области квантовой теории твёрдого тела и известный популяризатор науки. 
В 1986 году Адаменко защитил докторскую диссертацию по специальности теоретическая и математическая физика, а в 1988 году стал профессором кафедры теоретической ядерной физики. 
Адаменко создал школу физиков-теоретиков, изучающую квантовые жидкости и кристаллы, подготовил шесть кандидатов и одного доктора наук.
Состоял членом двух научных советов по защите докторских диссертаций (ФТИНТ и ХФТИ), редколлегий журналов International Journal of Theoretical Physics, Group Theory and Nonlinear Optics (Нью-Йорк, США) и Вестника ХНУ «Ядра, частицы, поля».
Адаменко преподавал на физико-техническом факультете ХНУ более полувека, уйдя на пенсию только в 2015 году. Он читал курсы теоретической механики, механики сплошных сред, квантовых жидкостей, квантовых систем многих частиц, подготовил ряд учебных пособий по этим предметам.
Скончался 22 марта 2023 года.

## Научная деятельность
С середины 1960-х годов, в тесном сотрудничестве с экспериментаторами из ФТИНТ, Адаменко развил теорию сверхтекучих растворов 3He-4He и обнаружил новый двухэтапный механизм релаксации в фонон-примесной системе сверхтекучих растворов, что позволило рассчитать все диссипативные коэффициенты и устранить существовавшее расхождение между теорией и экспериментом. Он также обнаружил новый механизм релаксации в сверхтекучем гелии при повышенных давлениях, связанный с поглощением и излучением фононов ротонами из-за неопределённости энергии ротонов, что позволило рассчитать вязкость и теплопроводность сверхтекучего гелия. Адаменко и его сотрудники создали кинетическую теорию релаксации температуры и концентрации сверхтекучих растворов 3He-4He. Одни из самых значительных результатов Адаменко относятся к поглощению третьего звука в плёнках He II. 
С середины 1990-х годов теоретическая группа Адаменко начала сотрудничество с экспериментальной группой А. Ф. Ж. Вайта из Эксетерского университета (Великобритания). В результате этого сотрудничества удалось объяснить рождение горячих фононов в пучке холодных фононов, построить теорию образования горячей линии в результате пересечения фононных пучков, построить теорию образования горячей линии в результате пересечения фононных пучков, рассчитать процессы релаксации фононов в анизотропном сверхтекучем гелии, исследовать взаимодействие фононов и ротонов с границами веществ.

## Публикации

### Книги
- Адаменко И. Н. Возмущения конечных амплитуд в жидкостях. — Харьков: ХНУ им. В. Н. Каразина, 2008. — 81 с.

### Статьи
Адаменко - соавтор около 200 научных работ. Несколько наиболее цитируемых статей:
- Khalatnikov I. M., Adamenko I. N. Theory of the Kapitza Temperature Discontinuity at a Solid Body-liquid Helium Boundary // Soviet Journal of Experimental and Theoretical Physics. — 1973. — Vol. 36, № 7. — P. 391.
- Адаменко И. Н., Немченко К. Э., Цыганок В. И., Черванев А. И. Взаимодействие квазичастиц и стационарные состояния сверхтекучих растворов изотопов гелия // Физика низких температур. — 1994. — Т. 20, № 7. — С. 636-644.
- Adamenko I. N., Nemchenko K. E., Zhukov A. V., Tucker M. A. H., and Wyatt A. F. G. Creation of High-Energy Phonons from Low-Energy Phonons in Liquid Helium // Physical Review Letters. — 1999. — Vol. 82. — P. 1482.
- Wyatt A. F. G., Tucker M. A. H., Adamenko I. N., Nemchenko K. E., and Zhukov A. V. High-energy phonon creation from cold phonons in pulses of different length in He II // Physical Review B. — 2000. — Vol. 62. — P. 9402.

## Оценки
И. М. Халатников, один из создателей теории сверхтекучести, так охарактеризовал работы Адаменко: 

Его работы в области гелия II отличает глубина и надежность результатов. Вообще, в нашем кругу у него очень хорошая репутация, как говорится, его результатам всегда можно верить. Несомненно он – высококвалифицированный теоретик...

## Награды и звания
- Государственная премия Украины в области науки и техники (1996)
- Победа в конкурсе «Высшая школа Харькова – лучшие имена» в номинации «преподаватель фундаментальных дисциплин» (2004)
- Заслуженный профессор ХНУ им. В.Н. Каразина (2002)
- Знак Министерства образования и науки Украины «За научные достижения» (2006)[1]